# بایرن علیا
بایرن علیا (به آلمانی: Oberbayern) یک رگیرونگسبتسیرک در آلمان است که در بایرن واقع شده‌است.

## خصوصیات
بایرن علیا ۴٬۳۲۰٬۹۳۴ نفر جمعیت دارد.